# Louis Kalff

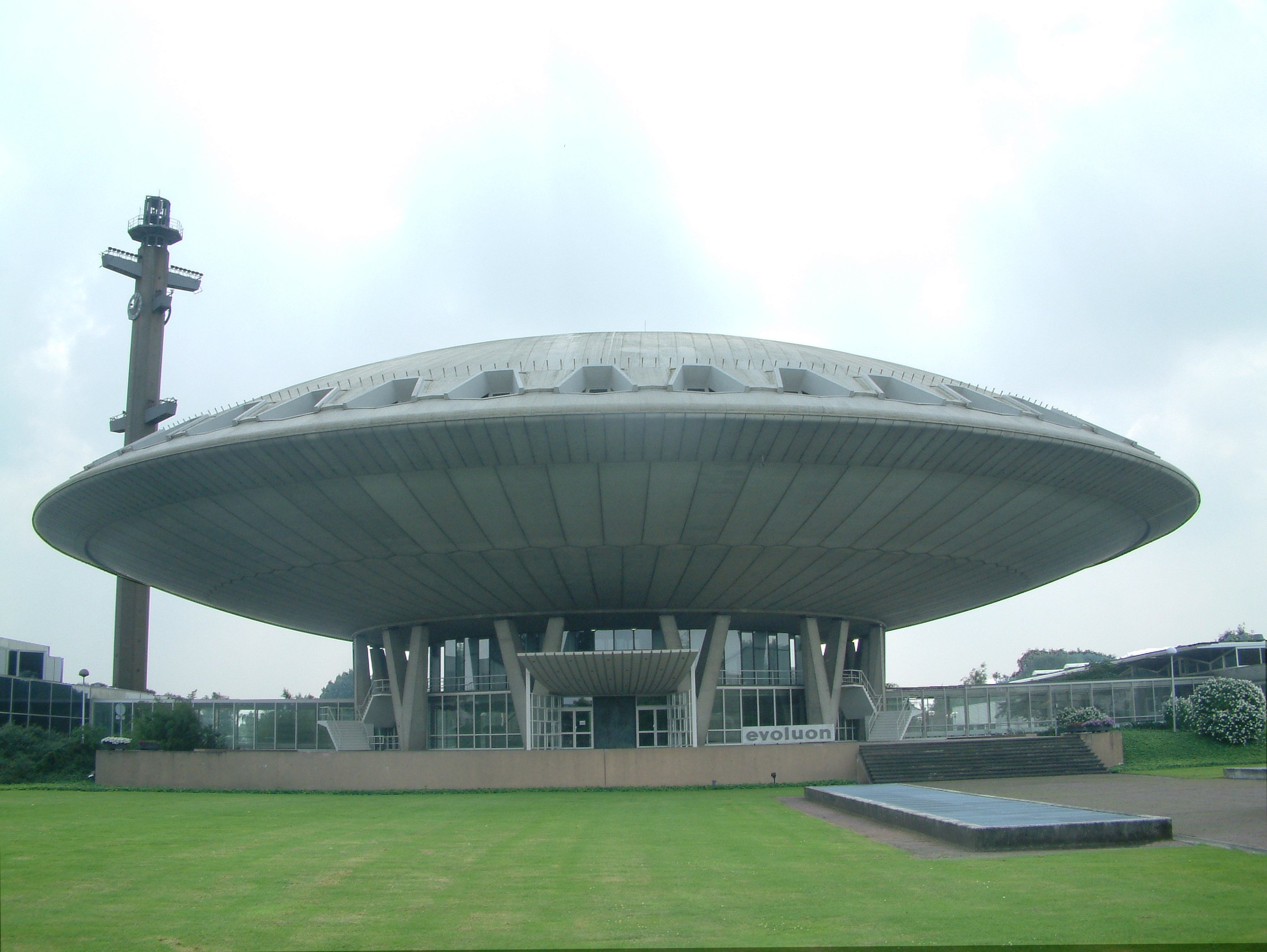
Evoluon, ontwerp van Kalff en De Bever

Louis Christiaan Kalff (Amsterdam, 14 november 1897 – Waalre, 16 september 1976) was een Nederlands grafisch vormgever. Zijn vader was hoofdredacteur van het Algemeen Handelsblad. Na een HBS-opleiding studeerde Kalff aan de Kunstnijverheidsschool Quellinus Amsterdam (nu de Rietveld Academie) en aan de Technische Hogeschool in Delft.
In 1926 heeft Louis Kalff samen met Jan David Hanrath (1899-1928) het gebouw ontworpen van de Delftse Studenten Roeivereeniging "Laga" in de stijl van de Amsterdamse School.Geopend op 3 juli 1926.
In 1925 ging Louis Kalff bij de reclameafdeling van Philips in Eindhoven werken. Onder zijn leiding werd in 1929 het Lichtadviesbureau (LIBU) opgericht. Hij nam deel aan de wereldtentoonstellingen in Barcelona, Antwerpen, Brussel en Parijs. Kalff was de ontwerper van het Philips-beeldmerk. Daarnaast ontwierp hij als freelancer affiches en reclamedrukwerk voor de Holland-Amerikalijn, Calvé, Zeebad Scheveningen, en Holland Radio. Hij ontwierp ook boekbanden.

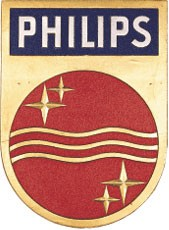
Beeldmerk ontworpen door Kalff in 1938

Bij Philips werkte Kalff ook als architect aan objecten zoals: het Dr. A.F. Philips Observatorium (1937) in Eindhoven, de Diamantboorderij (1948) in Valkenswaard en enkele landhuizen in Eindhoven en Waalre voor directieleden van Philips.
Na de Tweede Wereldoorlog hield Kalff zich bij Philips actief bezig met de industriële vormgeving en ontwierp diverse lamparmaturen in een modernistische functionele stijl. Na zijn pensionering in 1960 bleef Louis Kalff bij Philips als adviseur en architect. In 1961 kreeg hij de leiding en uitvoering van het Evoluon. Het was het laatste werk van de lichtarchitect die bijna veertig jaar op vele gebieden werkzaam was voor het Philips-concern.